# Luther Hanchett
Luther Hanchett (Middlebury, 25 de octubre de 1825-Plover, 24 de noviembre de 1862) fue un abogado y político estadounidense. Representó a Wisconsin en la Cámara de Representantes de los Estados Unidos y fue miembro del Senado del Estado de Wisconsin.

## Biografía
Nacido en Middlebury, Ohio Hanchett asistió a las escuelas comunes. Estudió derecho en Ohio y fue admitido en el colegio de abogados en 1846. Se convirtió en abogado en ejercicio en Fremont, Ohio pero se mudó al condado de Portage, Wisconsin en 1849. Se dedicó a empresas madereras y mineras y fue elegido Fiscal de Distrito del Condado de Portage durante dos años. Por un corto tiempo estuvo comprometido en una sociedad con James S. Alban y, el 11 de noviembre de 1853, se casó con la hija de Alban, Lucinda. En 1856, fue elegido para representar a los condados de Marathon, Portage, Waupaca, Waushara y Wood en el recién creado distrito 27 del Senado del estado de Wisconsin. Fue reelegido en 1858.
Hanchett fue elegido republicano para el 37° Congreso de los Estados Unidos para representar el 2.º distrito congresional de Wisconsin del Congreso de Wisconsin y sirvió desde el 4 de marzo de 1861 hasta su  fallecimiento en Plover, Wisconsin el 24 de noviembre de 1862. Fue enterrado en el cementerio de Plover.

## Linchamiento de Courtwright
La muerte de Hanchett tiene otro legado desafortunado en el condado de Portage. Cuando fue elegido por primera vez para el Senado de Wisconsin en 1856, trató de liberarse de una sociedad con Amos Courtwright en un aserradero. Acordaron un acuerdo de $ 2,000 que se pagaría a Hanchett por su parte de la compañía, pero, como Courtwright no pudo pagar de inmediato, se creó una hipoteca por la cantidad que se debía a Hanchett. En el momento de su muerte en 1862, el pago aún estaba pendiente a la herencia del Sr. Hanchett.
En 1867, el ex socio legal de Hanchett, James Oliver Raymond, se casó con su viuda, Lucinda, y presionó el reclamo, buscando apoderarse de una parte de la propiedad propiedad de Courtwright. En 1870, un tribunal falló a favor de Raymond, pero Courtwright se negó a ser desalojado de su propiedad. En 1875, el alguacil del condado Joseph H. Baker llegó a la propiedad para ejecutar una orden de restitución contra los Courtwrights. Durante el intento, el sheriff Baker fue asesinado a tiros por Isaiah Courtwright, el hermano de Amos. Los Courtwrights fueron arrestados por la pandilla del alguacil y llevados a Stevens Point, donde, unos días después, una turba de entre 12 y 40 hombres los sacó de la cárcel y los ahorcó.